# Вибори голови Консервативної партії Великої Британії (жовтень, 2022)
Вибори керівництва Консервативної партії у жовтні 2022 року визначать наступника Ліз Трасс на посаді лідера Консервативної партії. До кінця 20 жовтня, серед букмекерів та членів партії з'явились троє основних лідерів — Борис Джонсон, Пенні Мордонт та Ріші Сунак. Після того, як Пенні Мордонт вибула з виборів, Ріші Сунак став лідером Консервативної партії 24 жовтня.
Опитування показували, що колишній канцлер скарбниці Ріші Сунак є найпопулярнішим кандидатом серед британської громадськості, в той час, як колишнього прем'єр-міністра Бориса Джонсона підтримують члени Консервативної партії.

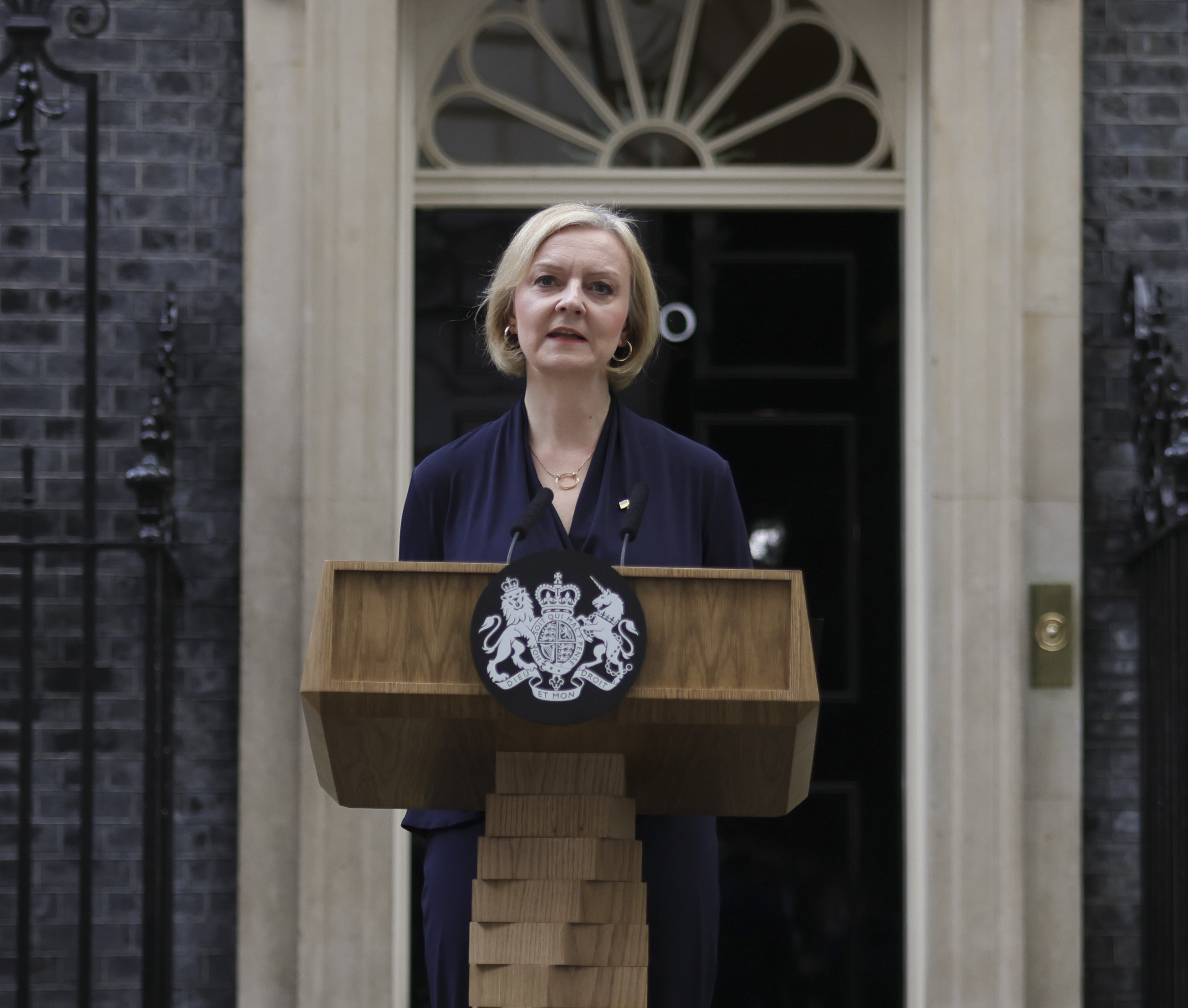
Ліз Трасс оголошує про свою відставку біля Даунінг-стріт 10, 20 жовтня

## Тло

### Липневі вибори
Одинадцять кандидатів висунули свої кандидатури на виборах керівництва, вісім з яких отримали достатньо кандидатур від депутатів-консерваторів: Кемі Баденок, Суелла Браверман, Джеремі Гант, Пенні Мордонт, Ріші Сунак, Ліз Трасс, Том Тугендхат та Надхім Захаві. Після п'яти турів голосування депутати обрали Сунака і Трасс для висування як кандидатів для голосування членів партії. Трасс було обрано, отримавши 57,4% голосів.

### Криза та відставка Трасс
Трасс призначила Квасі Квартенґа канцлером скарбниці. У вересні 2022 року він оприлюднив «міні-бюджет», який передбачає скорочення податків та збільшення видатків. Після цього було різке падіння вартості фунта, що викликало широку критику. Трасс і Квартенґ захищали бюджет більше тижня, перш ніж почати оголошувати про відміну найбільш спірних заходів: скасування 45-відсоткової ставки прибуткового податку для найбільш високооплачуваних осіб та скасування запланованого підвищення корпоративного податку. Трасс замінила Квартенґа на Джеремі Ганта 14 жовтня. 20 жовтня, після розбіжностей щодо розгляду клопотання лейбористів про заборону гідророзриву пласта, Трасс оголосила про свою відставку.

## Процедура виборів
У своїй заяві про відставку від 20 жовтня Ліз Трасс заявила, що вибори будуть завершені протягом тижня.
Принципи процедури вибору лідера Консервативної партії викладено у конституції партії, а докладні правила узгоджуються виконавчим комітетом 1922 за узгодженням з правлінням Консервативної партії. 
Керівник процедурного Комітету 1922 року Консервативної партії сер Грем Бреді у четвер оголосив нові правила обрання лідера політичної сили після відставки Ліз Трасс. Для висунення номінації кандидат повинен заручитися підтримкою щонайменше 100 депутатів-консерваторів (під час минулих виборів поріг становив 20). Таким чином, кандидатів на посаду лідера британської Консервативної партії буде значно менше – не більше трьох, а отже, обрання нового лідера буде швидшим. 
У понеділок депутати мають обрати кандидатів, якщо є лише одна дійсна кандидатура, ця особа обирається головою партії. Якщо отримано дві дійсні кандидатури, тоді усі члени Консервативної партії голосуватимуть, щоб обрати між ними за принципом «один член — один голос».

## Опитування

### Ріші Сунак проти Пенні  Мордонт
| Дата опитування   | Джерело опитування | Кількість опитаних        |            |               |
| ----------------- | ------------------ | ------------------------- | ---------- | ------------- |
| Дата опитування   | Джерело опитування | Кількість опитаних        |            |               |
| Дата опитування   | Джерело опитування | Кількість опитаних        | Ріші Сунак | Пенні Мордонт |
| 20-21 жовтня 2022 | Opinium            | 1350 британських виборців | 45 %       | 23 %          |

### Ріші Сунак проти Бориса Джонсона
| Дата опитування   | Джерело опитування | Кількість опитаних        |            |               |
| ----------------- | ------------------ | ------------------------- | ---------- | ------------- |
| Дата опитування   | Джерело опитування | Кількість опитаних        |            |               |
| Дата опитування   | Джерело опитування | Кількість опитаних        | Ріші Сунак | Борис Джонсон |
| 20-21 жовтня 2022 | Redfield & Wilton  | 2000 британських виборців | 37 %       | 36 %          |
| 20-21 жовтня 2022 | Opinium            | 1350 британських виборців | 44 %       | 31 %          |

### Пенні Мордонт проти Бориса Джонсона
| Дата опитування   | Джерело опитування | Кількість опитаних        |               |               |
| ----------------- | ------------------ | ------------------------- | ------------- | ------------- |
| Дата опитування   | Джерело опитування | Кількість опитаних        |               |               |
| Дата опитування   | Джерело опитування | Кількість опитаних        | Пенні Мордонт | Борис Джонсон |
| 20-21 жовтня 2022 | Opinium            | 1350 британських виборців | 36 %          | 33 %          |

### Опитування про відставку Ліз Трасс
| Дата                   | Джерело | Розмір вибірки | Слід піти у відставку  | Не слід йти у відставку | Не знаю |                           |     |     |    |
| ---------------------- | ------- | -------------- | ---------------------- | ----------------------- | ------- | ------------------------- | --- | --- | -- |
| Дата                   | Джерело | Розмір вибірки | 17–18 жовтня 2022 року | YouGov                  | Не знаю | 530 консервативних членів | 55% | 38% | 7% |
| 218 прихильників Трасс | 39%     | 57%            | 17–18 жовтня 2022 року | YouGov                  | 4%      |                           |     |     |    |
| 173 прихильників Сунак | 72%     | 17%            | 17–18 жовтня 2022 року | YouGov                  | 11%     |                           |     |     |    |

### Багатомандатне опитування
| 20 жовтня              | Ліз Трус оголошує про свою відставку з посади лідера Консервативної партії і з посади прем'єр-міністра | Ліз Трус оголошує про свою відставку з посади лідера Консервативної партії і з посади прем'єр-міністра | Ліз Трус оголошує про свою відставку з посади лідера Консервативної партії і з посади прем'єр-міністра | Ліз Трус оголошує про свою відставку з посади лідера Консервативної партії і з посади прем'єр-міністра | Ліз Трус оголошує про свою відставку з посади лідера Консервативної партії і з посади прем'єр-міністра | Ліз Трус оголошує про свою відставку з посади лідера Консервативної партії і з посади прем'єр-міністра | Ліз Трус оголошує про свою відставку з посади лідера Консервативної партії і з посади прем'єр-міністра | Ліз Трус оголошує про свою відставку з посади лідера Консервативної партії і з посади прем'єр-міністра | Ліз Трус оголошує про свою відставку з посади лідера Консервативної партії і з посади прем'єр-міністра | Ліз Трус оголошує про свою відставку з посади лідера Консервативної партії і з посади прем'єр-міністра | Ліз Трус оголошує про свою відставку з посади лідера Консервативної партії і з посади прем'єр-міністра | Ліз Трус оголошує про свою відставку з посади лідера Консервативної партії і з посади прем'єр-міністра | Ліз Трус оголошує про свою відставку з посади лідера Консервативної партії і з посади прем'єр-міністра | Ліз Трус оголошує про свою відставку з посади лідера Консервативної партії і з посади прем'єр-міністра | Ліз Трус оголошує про свою відставку з посади лідера Консервативної партії і з посади прем'єр-міністра | Ліз Трус оголошує про свою відставку з посади лідера Консервативної партії і з посади прем'єр-міністра | Ліз Трус оголошує про свою відставку з посади лідера Консервативної партії і з посади прем'єр-міністра | Ліз Трус оголошує про свою відставку з посади лідера Консервативної партії і з посади прем'єр-міністра |
| 17–18 жовтня 2022 року | YouGov                                                                                                 | 530 консервативних членів                                                                              | 8% | 3% | 1% | 7% | 32% | 9% | 0% | 23% | 1% | 10% | 1% | 2% | 2% | | | |
| 14–16 жовтня 2022 року | Portland Communications                                                                                | 1 511 британських виборців                                                                             | — | — | — | 5% | 16% | 5% | — | 21% | — | 3% | — | — | 50% | | | |

### Багатомандатне опитування серед широких верств населення
| 20 жовтня              | Ліз Трус оголошує про свою відставку з посади лідера Консервативної партії і з посади прем'єр-міністра | Ліз Трус оголошує про свою відставку з посади лідера Консервативної партії і з посади прем'єр-міністра | Ліз Трус оголошує про свою відставку з посади лідера Консервативної партії і з посади прем'єр-міністра | Ліз Трус оголошує про свою відставку з посади лідера Консервативної партії і з посади прем'єр-міністра | Ліз Трус оголошує про свою відставку з посади лідера Консервативної партії і з посади прем'єр-міністра | Ліз Трус оголошує про свою відставку з посади лідера Консервативної партії і з посади прем'єр-міністра | Ліз Трус оголошує про свою відставку з посади лідера Консервативної партії і з посади прем'єр-міністра | Ліз Трус оголошує про свою відставку з посади лідера Консервативної партії і з посади прем'єр-міністра | Ліз Трус оголошує про свою відставку з посади лідера Консервативної партії і з посади прем'єр-міністра | Ліз Трус оголошує про свою відставку з посади лідера Консервативної партії і з посади прем'єр-міністра | Ліз Трус оголошує про свою відставку з посади лідера Консервативної партії і з посади прем'єр-міністра | Ліз Трус оголошує про свою відставку з посади лідера Консервативної партії і з посади прем'єр-міністра | Ліз Трус оголошує про свою відставку з посади лідера Консервативної партії і з посади прем'єр-міністра | Ліз Трус оголошує про свою відставку з посади лідера Консервативної партії і з посади прем'єр-міністра | Ліз Трус оголошує про свою відставку з посади лідера Консервативної партії і з посади прем'єр-міністра | Ліз Трус оголошує про свою відставку з посади лідера Консервативної партії і з посади прем'єр-міністра | Ліз Трус оголошує про свою відставку з посади лідера Консервативної партії і з посади прем'єр-міністра |
| 18–19 жовтня 2022 року | — | 2% | 7% | 17% | 8% | 25% | 7% | — | 31% | | | | | | | | |

## Кандидати

### Кандидати які підтвердили участь
| Кандидат   | Портрет | Посади                                                                                 | Дата оголошення про участь | Результат                                                                        |
| ---------- | ------- | -------------------------------------------------------------------------------------- | -------------------------- | -------------------------------------------------------------------------------- |
| Ріші Сунак |         | Канцлер скарбниці з 13 лютого 2020 до 5 липня 2022 року. (кандидат на минулих виборах) | 23 жовтня 2022             | Обрано лідером Консервативної партії та 79-им прем'єр-міністром Великої Британії |

### Відізвали свою заявку
Наступний член парламенту від консерваторів заявив про свій намір балотуватися на посаду лідера, але згодом відмовився від участі у перегонах:
| Кандидат      | Портрет | Посади                                                                                       | Дата оголошення про участь | Дата зняття заявки |
| ------------- | ------- | -------------------------------------------------------------------------------------------- | -------------------------- | ------------------ |
| Пенні Мордонт |         | Лідерка палати громад в уряді Ліз Трасс з 6 вересня 2022 року. (кандидат на минулих виборах) | 21 жовтня 2022             | 24 жовтня 2022     |

### Відмовились від участі
Наступні члени Консервативної партії розглядалися як потенційні кандидати на посаду керівництва, але відмовилися балотуватись:
| Кандидат         | Портрет | Посади | Підтримка                 |
| ---------------- | ------- | --- | ------------------------- |
| Джеремі Гант     |         | Канцлер скарбниці в уряді Ліз Трасс з 14 жовтня, колишній міністр охорони здоров'я та колишній міністр закордонних справ. (кандидат на минулих виборах)                                       | підтримав Ріші Сунака     |
| Борис Джонсон    |         | Колишній прем'єр-міністр Великої Британії (2019 — 2022). |                           |
| Майкл Гоув       |         | Міністр освіти в 2010–2012 та міністр юстиції в уряді Девіда Камерона в 2015–2016. | підтримав Ріші Сунака     |
| Надхім Захаві    |         | Колишній канцлер скарбниці. В уряді Ліз Трасс обіймає три посади Канцлера герцогства Ланкастерського, міністра міжурядових відносин та міністра рівноправності. (кандидат на минулих виборах) | підтримав Бориса Джонсона |
| Суелла Браверман |         | Міністр внутрішніх справ Великої Британії з 6 вересня жо 19 жовтня 2022 року. (кандидат на минулих виборах)                                                                                   | підтримала Ріші Сунака    |
| Том Тугендхат    |         | Державний міністр безпеки Великої Британії з 6 вересня 2022 року. (кандидат на минулих виборах)                                                                                               | підтримав Ріші Сунака     |
| Саджид Джавід    |         | Міністр охорони здоров'я з 26 червня 2021 до 5 липня 2022 року. Канцлер скарбниці з 2019 до 2020 року. (кандидат на минулих виборах)                                                          | підтримав Ріші Сунака     |
| Джеймс Клеверлі  |         | Міністр закордонних справ і у справах Співдружності Націй та міжнародного розвитку з 6 вересня 2022 року. Міністр освіти з 7 липня до 6 вересня 2022 року.                                    | підтримав Бориса Джонсона |
| Грант Шеппс      |         | Міністр внутрішніх справ Великої Британії в уряді Ліз Трасс. (кандидат на минулих виборах) | підтримав Ріші Сунака     |
| Бен Воллес       |         | Міністр оборони Великої Британії з 2019 року. | підтримав Бориса Джонсона |
| Кемі Баденок     |         | Міністр міжнародної торгівлі, голова Торгової ради в уряді Ліз Трасс. (кандидат на минулих виборах)                                                                                           | підтримала Ріші Сунака    |